# Robert Philippe
Cet article concerne le footballeur français. Pour l'historien français, voir Robert Philippe (historien).
Pour les articles homonymes, voir Philippe.
Robert Philippe est un footballeur français né le 1er aout 1937 à Sarreguemines et mort le 11 juillet 2016 à Saint-Priest-en-Jarez.

## Carrière
Il évolue au poste de gardien de but à Sarreguemines, au RC Strasbourg à partir de 1956, puis à l'Association sportive de Saint-Étienne à partir de janvier 1958. 
Il passe ensuite deux saisons à Forbach entre 1960 et 1962, puis retourne cinq saisons à Saint-Étienne jusqu'en 1967.
Il forma la majorité de l'équipe de 1976.
Au total, Robert Philippe prend part à 36 matchs en Division 1 et 66 en Division 2.

## Clubs
- 1956- janv. 1958 :  Racing Club de Strasbourg
- janv. 1958-1960 :  AS Saint-Étienne
- 1960-1962 :  US Forbach
- 1962-1967 :  AS Saint-Étienne

## Palmarès
- Champion de France en 1967 avec l'AS Saint-Étienne
- Champion de France de D2 en 1963 avec l'AS Saint-Étienne
- Vainqueur de la Coupe Charles Drago en 1958 avec l'AS Saint-Étienne